# Prado Verde
Prado Verde è un census-designated place degli Stati Uniti d'America, situato nella contea di El Paso dello Stato del Texas.
La popolazione era di 246 persone al censimento del 2010. Fa parte dell'area metropolitana di El Paso.

## Geografia fisica
Prado Verde è situata a 31°53′24″N 106°36′47″W (31.890005, -106.613181).
Secondo lo United States Census Bureau, ha un'area totale di 0,1 miglia quadrate (0,26 km²).

## Società

### Evoluzione demografica
Secondo il censimento del 2000, c'erano 200 persone, 60 nuclei familiari e 55 famiglie residenti nella città. La densità di popolazione era di 1.557,7 persone per miglio quadrato (594,0/km²). C'erano 62 unità abitative a una densità media di 482,9 per miglio quadrato (184,1/km²). La composizione etnica della città era formata dal 98,00% di bianchi, lo 0,50% di nativi americani, e l'1,50% di due o più etnie. Ispanici o latinos di qualunque razza erano il 55,00% della popolazione.
C'erano 60 nuclei familiari di cui il 51,7% aveva figli di età inferiore ai 18 anni, l'85,0% erano coppie sposate conviventi, il 3,3% aveva un capofamiglia femmina senza marito, e l'8,3% erano non-famiglie. Il 8,3% di tutti i nuclei familiari erano individuali e l'1,7% aveva componenti con un'età di 65 anni o più che vivevano da soli. Il numero di componenti medio di un nucleo familiare era di 3,33 e quello di una famiglia era di 3,51.
La popolazione era composta dal 35,0% di persone sotto i 18 anni, il 6,5% di persone dai 18 ai 24 anni, il 26,5% di persone dai 25 ai 44 anni, il 24,5% di persone dai 45 ai 64 anni, e il 7,5% di persone di 65 anni o più. L'età media era di 36 anni. Per ogni 100 femmine c'erano 119,8 maschi. Per ogni 100 femmine dai 18 anni in giù, c'erano 97,0 maschi.
Il reddito medio di un nucleo familiare era di 49.286 dollari, e quello di una famiglia era di 68.056 dollari. I maschi avevano un reddito medio di 38.409 dollari contro i 45.179 dollari delle femmine. Il reddito pro capite era di 14.186 dollari. Nessuna delle famiglie e il 3,9% della popolazione vivevano sotto la soglia di povertà.